# Arvicanthis neumanni
Arvicanthis neumanni — вид гризунів родини мишевих (Muridae). Зустрічається в Ефіопії, Сомалі, Судані, Танзанії і, можливо, в Кенії. Його природним середовищем існування є сухі савани та субтропічні або тропічні сухі чагарники.

## Опис
Гризун середнього розміру з довжиною голови і тіла від 106 до 204 мм, довжиною хвоста від 100 до 152 мм, довжиною стопи від 23 до 32 мм, довжиною вуха від 13 до 17 мм і вагою до 120 грамів. Верх темно-коричневий, всіяний великою кількістю чорнуватих волосків. Низ світліший. Вуха червонуваті. Задня частина ніг жовтувато-бура. Навколо очей є коричневі кільця. Хвіст коротший за голову і тулуб, темно-коричневий зверху, сірувато-коричневий знизу, густо вкритий дрібними волосками і приблизно з 20 кільцями лусочок на сантиметр.

## Спосіб життя
Це наземний вид. У Танзанії самиці народжують 4–11 або 1–9 дитинчат одночасно.